# Carlos Loyzaga
Carlos M. "Caloy" Loyzaga (San Jose, 29 augustus 1930 – San Juan, 27 januari 2016) was een Filipijns basketbalspeler en -coach.
Loyzaga speelde in de jaren 50 en 60 als center voor de Yco Painters en het Filipijns nationaal basketbalteam en stond bekend om zijn complete spel. Hij wordt wel beschouwd als de beste Filipijnse basketballer aller tijden en werd vanwege zijn vermogen een schijnbaar onoverbrugbare achterstand goed te maken, wel "The Great Difference" genoemd. Loyzaga leidde het nationaal basketbalteam in 1954 naar een bronzen medaille op het wereldkampioenschap basketbal, de beste Filipijnse prestatie ooit.

## Biografie
Carlos Loyzaga werd geboren op 29 augustus 1930 in San Jose in de provincie Occidental Mindoro. Zijn vader, Joaquin Loyzaga, was een voetballer, die met het Filipijns voetbalelftal deel nam aan de Spelen van het Verre Oosten. Tijdens de Tweede Wereldoorlog woonde Carlos met zijn moeder, zijn zus en twee broers in Manilla. Daar leerde hij op 15-jarige leeftijd basketballen op een basketbalveld in Sampaloc. Hier werd hij niet lang daarna ook ontdekt door de nationale coach Gabriel Fajardo. Hij werd opgenomen in een door hem getraind juniorenteam. Later kon hij via Fajardo's broer studeren aan San Beda College waar hij speelde voor de San Beda Red Lions. Met Loyzaga domineerden de Red Lions de universiteitscompetitie NCAA in 1951 en 1952. Vanaf 1954 speelde hij voor de YCO Painters in de amateurcompetitie MICAA. Tussen 1964 en 1960 veroverden Yco met Loyzaga zeven opeenvolgende kampioenschappen. In het seizoen 1956 werden er zelfs 46 wedstrijden op rij gewonnen.
In 1951 maakte Loyzaga ook voor het eerst deel uit van het nationaal basketbalteam. Met Loyzaga wonnen de Filipijnen dat jaar de eerste editie van de Aziatische Spelen in New Delphi. later herhaalde hij deze prestatie met het nationaal team bij de edities van 1954 (Manilla), in 1958 (Tokio) en 1962 (Jakarta). Hij maakte in de jaren vijftig deel uit van de nationale selectie die bij de Olympische Spelen van 1952 en de Olympische Spelen van 1956 respectievelijk de 9e en 7e plaats behaalden. Het hoogtepunt van Caloy's internationale carrière was echter de bronzen medaille die hij met de Filipijnen behaalde op het Wereldkampioenschap basketbal van 1954 in Rio de Janeiro door een overwinning met 67-63 op Uruguay in de kleine finale. Loyzaga werd bovendien door de organisatie gekozen in het "Mythische Team" van het toernooi. In 1960 wonnen de Filipijnen met Loyzaga de eerste editie van het Aziatisch kampioenschap basketbal. Nadat ook de tweede editie van het Aziatisch kampioenschap basketbal in 1963 was gewonnen, moest hij zijn basketbalcarrière beëindigen vanwege een knieblessure.
Na zijn carrière als speler was Loyzaga actief als coach van het Filipijns nationaal team. Met Loyzaga als coach werd de vierde editie van het Aziatisch kampioenschap in 1967 gewonnen. Op de Olympische Spelen van 1968 eindigde het team van Loyzaga als 13e. In januari 1999 behoorde Loyzaga tot de eerste lichting Filipijnse basketballers die werden opgenomen in de National Basketball Hall of Fame. Het daaropvolgende jaar werd hij door de Philippine Sportswriters Association uitgeroepen tot een van de "Atleten van de 20e eeuw" en werd hij gekozen als een van de beste Filipijnse sporters van het millennium.
Hij overleed op 85-jarige leeftijd in het Cardinal Santos Medical Center in San Juan.

## Bron
- (en)  Christian Bocobo en Beth Celis, Legends and Heroes of Philippine Basketball, The House Printers, Manilla (2004)